# Comuna Cioara Murza, Tarutino
Cioara Murza (în ucraineană Надрічне, transliterat: Nadricine) este o comună în raionul Tarutino, regiunea Odesa, Ucraina, formată din satele Cioara Murza (reședința) și Ivanceanca.

## Demografie
Componența lingvistică a comunei Cioara Murza
     Română (91,54%)
     Rusă (3,14%)
     Ucraineană (2,47%)
     Bulgară (1,06%)
     Alte limbi (0,05%)
Conform recensământului din 2001, majoritatea populației comunei Cioara Murza era vorbitoare de română (91,54%), existând în minoritate și vorbitori de rusă (3,14%), ucraineană (2,47%) și bulgară (1,06%).